# ألكسندر مخوموتوف
ألكسندر مخوموتوف (بالروسية: Махмутов, Александр Мусафович)‏ (مواليد 18 فبراير 1966) هو ملاكم روسي، مثّل بلاده في الألعاب الأولمبية الصيفية 1988.

## روابط خارجية
ألكسندر مخوموتوف على موقع بوكس ريك (الإنجليزية) (registration required)
- ألكسندر مخوموتوف على موقع أوليمبيديا (الإنجليزية)